# Valeriu Ciobanu
Valeriu Ciobanu (n. 4 aprilie 1917, Chișinău – d. 21 decembrie 1966, București) a fost un istoric literar, folclorist și poet român. 

## Biografie
S-a născut la Chișinău în familia istoricului literar Ștefan Ciobanu, viitor profesor universitar și membru al Academiei Române. A absolvit Facultatea de Litere și Filosofie a Universității din București (1940), apoi studii de specializare în Franța (1942), iar în 1945 a obținut titlul academic de doctor în litere al Universității din București cu teza Poporanismul. Geneză, evoluție, ideologie.
După revenirea de la studiile postuniversitare din Franța a lucrat ca asistent la Catedra de istoria literaturii române a Universității din București (1942-1949), condusă de acad. Dumitru Caracostea și ulterior de prof. George Călinescu, devenind astfel coleg de catedră cu tatăl său.. In anul 1946 susține doctoratul cu teza Poporansmul ( Geneza, evoluție,gândire). În anul 1949 este înlăturat de la catedra universitară odată cu tatăl său și cu asistenții lui Călinescu (Adrian Marino, Ovidiu Papadima și Dinu Pillat) și se transferă pe postul de cercetător științific principal la Institutul de Istorie Literară și Folclor (1949-1966), condus de profesorul Călinescu, lucrând acolo până la moartea sa. A avut o existență zbuciumată, fiind descris de colegul său, Al. Săndulescu, ca un individ burlac, alcoolic și mizantrop înrăit ce trăia drama trecerii pe o linie moartă la institut din cauza dosarului politic. Profesorul Călinescu îl socotea lipsit de importanță ca poet, dintr-un soi de invidie profesională. Această dușmănie s-ar fi datorat, potrivit istoricului literar Constantin Mohanu, faptului că Valeriu Ciobanu a fost singurul care a îndrăznit să-l contrazică pe orgoliosul critic literar.
A publicat studii documentate de istorie literară în care a analizat operele unor scriitori români (Alexandru Depărățeanu, Alexandru Vlahuță, Tudor Pamfile), a scriitorilor simboliști francezi și a unor scriitorii ruși și sovietici, precum și relațiile literare româno-ruse („A.S. Pușkin și literatura română”, „Ecoul creațiunii lui Turgheniev în literatura română”, „Nuveliștii ruși în România: V. Garșin și V. Korolenko”, „Dostoievski în România”) și asemănările între folclorul românesc, folclorul ucrainean și folclorul rus („Jertfa zidirii la ucraineni și ruși”, „Lumea bâlinelor”, „A. I. Iațimirski și folclorul român”). A cercetat curentul poporanist inițiat de Constantin Stere și opera literară a Hortensiei Papadat-Bengescu. Studiile sale au fost publicate în revistele Cadran, Litere și arte, Jurnalul literar, Gândirea, Lumea, Viața Românească, Limbă și literatură, Studii și cercetări de istorie literară și folclor, Revista de folclor etc. Cei care l-au cunoscut îl descriau ca pe „un personaj dostoievskian, un mizantrop sociabil, un timid cu mari candori de sentiment”.
Valeriu Ciobanu a decedat la 21 decembrie 1966, în București.

## Activitatea literară
A debutat ca poet în anii 1930 în revista Gândirea, scriind poezii într-un stil post-baudelairian-rimbaudian. Două antologii din creația sa poetică au fost publicate postum: Fiul lunii (1969), sub îngrijirea lui Dinu Pillat, și Haina de brumă (1984), îngrijită de un urmaș al său, poetul și eseistul Ion Lazu.

## Opera
- Poporanismul. Geneză, evoluție, ideologie, 1946;
- Hortensia Papadat-Bengescu, Ed. pentru literatură, București, 1965;
- Fiul lunii, Ed. Minerva, București, 1969;
- Haina de brumă, Ed. Minerva, București, 1984;
- Cântece de zgură: antologie lirică, Ed. Eikon, București, 2017.